# Usama Madżdi Fauzi Atijja Abd al-Latif
Usama Madżdi Fauzi Atijja Abd al-Latif (arab. أسامه مجدى فوزى عطيه عبداللطيف; ur. 9 lipca 2002) – egipski zapaśnik walczący w stylu wolnym. Złoty medalista mistrzostw arabskich w 2022 i srebrny w 2021. Mistrz Afryki kadetów w 2019 roku.